# Mula (EP)
Mula è il secondo EP del rapper italiano Giaime, pubblicato il 14 febbraio 2020.

## Descrizione
Il disco è stato anticipato dal singolo estratto Niente, pubblicato il 9 gennaio 2020 assieme ad un video musicale, canzone che vede la partecipazione di Pyrex della Dark Polo Gang. Mula vede anche le collaborazioni di Vegas Jones, Ernia, Lazza ed Emis Killa.
Il rapper ha spiegato su Instagram che l'EP rappresenta : «un riassunto della mia carriera fino ad ora, c'è tutto quello che sono ad oggi, dal sound alle rime. Mula è il mio cognome, è la mia dinastia, Mula sono i soldi, Mula è il cambiamento, Mula è Giaime». Tutti i titoli delle tracce dell'album sono scritte in maiuscolo.

## Tracce
1. Torna a casa (feat. Vegas Jones) – 3:25 (Giaime Mula, Matteo Privitera, Andrea Moroni)
2. Iqos (feat. Ernia) – 2:40 (Giaime Mula, Matteo Professione, Andrea Moroni)
3. Parola (feat. Lazza e Emis Killa) – 3:24 (Giaime Mula, Jacopo Lazzarini, Emiliano Giambelli, Andrea Moroni)
4. Niente (feat. Dylan) – 2:27 (Giaime Mula, Dylan Cerulli, Andrea Moroni)
5. Ragione – 3:19 (Giaime Mula, Andrea Moroni)